# Waleed Jassem
Waleed Jassem Abdullah (arab.: وليد جاسم, ur. 2 sierpnia 1986) – katarski piłkarz występujący na pozycji napastnika w klubie Qatar SC.

## Kariera piłkarska
Waleed Jassem jest wychowankiem klubu Al Ahli Ad-Dauha. W zespole tym grał do 2003 roku. Wtedy to został zawodnikiem drużyny Al-Rajjan. Tutaj miał okazję występować między innymi z takimi zawodnikami jak Fernando Hierro czy Mario Baslerem. W 2008 roku odszedł do innego klubu grającego w Q-League - Qatar SC.
Jassem jest także wielokrotnym reprezentantem Kataru. W drużynie narodowej zadebiutował w 2001 roku. Do tej pory ma 6 bramek na koncie. Został również powołany na Puchar Azji 2007, gdzie jego drużyna zajęła ostatnie miejsce w grupie. On wystąpił w dwóch meczach tej fazy rozgrywek: z Japonią (1:1) i Wietnamem (1:1). Wcześniej był również powołany na Puchar Azji 2004.